# 므자르

므자르의 위치

므자르(몰타어: Mġarr)는 몰타 북서부에 위치한 도시로 면적은 16.1km2, 인구는 3,014명(2005년 11월 기준), 인구 밀도는 190명/km2이다.

시기